# 200 Dynamene
Dinamene o 200 Dynamene è un asteroide della fascia principale del diametro medio di circa 128,36 km. Scoperto nel 1879, presenta un'orbita caratterizzata da un semiasse maggiore pari a 2,7373723 UA e da un'eccentricità di 0,1339103, inclinata di 6,90097° rispetto all'eclittica.
Il suo nome deriva da Dinamene, una ninfa delle Nereidi.